# Hamda bint Hassan al-Sulaiti

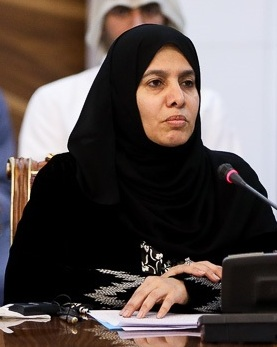
Hamda bint Hassan al-Sulaiti

Hamda bint Hassan Al Sulaiti (arabisch حمدة بنت حسن السليطي, DMG Ḥamda bt. Ḥasan as-Sulaiṭī) ist eine katarische Politikerin. Sie ist stellvertretende Sprecherin des Schura-Rats von Katar.

## Leben
Al Sulaiti ist CEO des Scientific Excellence Award und Generalsekretärin der Nationalen Kommission für Bildung, Kultur und Wissenschaft von Katar.
Im Oktober 2021 wurde sie als eine von zwei Frauen von Scheich Tamim bin Hamad Al Thani in den Schura-Rat von Katar berufen. In der ersten Sitzung des Schura-Rates wurde Al Sulaiti zur stellvertretenden Vorsitzenden gewählt und setzte sich damit gegen Ali bin Saeed Al-Khayarin und Saad bin Ahmed Al-Misned durch.
Al Sulaiti ist die ehemalige Vizepräsidentin der Organisation der Arabischen Liga für Bildung, Kultur und Wissenschaft (ALECSO), die sie im Mai 2022 auszeichnete.